# Adriano Gerlin da Silva
Adriano Gerlin da Silva (Dracena, 20 de setembro de 1974), é um ex-futebolista e dirigente esportivo brasileiro.

## Carreira
Tido como grande revelação no início dos anos 90, quando foi eleito Bola de Ouro no Mundial Sub-17 de Futebol de 1991. Após ser eleito o melhor do mundo no sub-20, em 1993, semanas depois foi vendido do Guarani para o Neuchâtel Xamax, da Suíça.
Depois de fracassar na Suíça, atuou em diversos clubes no Brasil e exterior.
Marcou passagem no América Futebol Clube (São Paulo), Náutico, Sport e no São Paulo Futebol Clube.
Em 1 de dezembro de 2005, fundou juntamente com o irmão Juliano, o clube Oeste Paulista Esporte Clube atual Grêmio Desportivo Prudente na cidade de Presidente Prudente, onde se aposentou em 2012.
Em 2012, foi convidado pelo empresário Rodrigo Morales, de Bragança Paulista, para defender o Ferroviários no campeonato amador da cidade. Foi campeão e destaque da competição e, com o título, ganhou a vaga para disputar o Campeonato Estadual de Futebol Amador, que também conquistou.
Em 2021, aceitou o convite para trabalhar como dirigente no futsal.

## Títulos
Botafogo
- Campeonato Brasileiro: 1995
- Troféu Teresa Herrera: 1996
- Taça Cidade Maravilhosa: 1996
- Copa Rio-Brasília: 1996
- Torneio Internacional Eduardo Paes: 1994
- Copa Nippon Ham: 1996
- Torneio Presidente da Rússia: 1996

Flamengo
- Campeonato Brasileiro: 1992
- Campeonato Carioca: 1991
- Copa Rio: 1991
- Taça Rio: 1991

São Paulo
- Copa dos Campeões Mundiais: 1996
- Campeonato Paulista: 1998[9]
- Supercampeonato Paulista: 2002

Sport
- Campeonato Pernambucano: 2000
- Copa do Nordeste: 2000

Oeste Paulista
- Campeonato Paulista de 2007 - Segunda Divisão

Seleção Brasileira
- Campeonato Sul-Americano de Futebol Sub-17: 1991
- Campeonato Mundial Sub-20: 1993

## Prêmios Individuais
Seleção Brasileira
- Campeonato Mundial Sub-17: 1991 (Bola de Ouro)
- Campeonato Mundial Sub-20: 1993 (Bola de Ouro)

### Artilharias
Sport
- Copa dos Campeões: 2000 (3 gols)

Seleção Brasileira
- Campeonato Mundial Sub-17: 1991 (4 gols)[10]
- Campeonato Mundial Sub-20: 1993 (3 gols)